# Binaire X à forte masse
Une binaire X à forte masse, ou HMXB (de l'anglais High Mass X-ray Binary) est une étoile binaire rayonnant dans le domaine des rayons X (ce qu'on appelle une binaire X), dont un des deux membres est une étoile à neutrons ou un trou noir stellaire et l'autre une étoile de masse « élevée ». Il s'agit d'une étoile dont le type spectral est O ou B (éventuellement A), ou une étoile Wolf-Rayet. Le terme de binaire X à forte masse s'oppose bien sûr à celui de binaire X à faible masse, dont l'étoile est, elle, de type spectral F, G, K, M (éventuellement A), voire une naine blanche, et donc moins massive. Dans le cas où l'objet compact est une naine blanche, on ne parle plus de binaire X, mais de variable cataclysmique. Le rayonnement X émis par ces objets provient d'un échange de masse entre l'étoile et l'objet compact. En tombant sur l'objet compact, la masse de l'étoile compagnon forme un disque d'accrétion, est échauffée et rayonne dans le domaine des rayons X.
Cygnus X-1, un système binaire contenant très probablement un trou noir comme objet compact, est un exemple de binaire X à forte masse.

## Caractérisation
Identifier une binaire X à forte masse nécessite soit d'identifier optiquement l'étoile compagnon, puis connaître son type spectral par spectroscopie, soit de vérifier que certaines caractéristiques observables du système, par ailleurs trouvées uniquement dans d'autres binaires X à forte masse, sont présentes. Elles incluent :
- des pulsations issues de l'étoile à neutrons vue comme un pulsar ;
- un spectre dans le domaine X (entre 1 keV et 10 keV) qui est dur, avec un indice spectral compris entre 0 et 1 ;
- des sursauts transitoires ;
- des phénomènes d'absorption à grande variabilité à des échelles de l'ordre de quelques minutes.

Les binaires X à forte masse sont en général plus faciles à identifier optiquement que les binaires X à faible masse, car l'étoile compagnon est bien plus lumineuse. Un critère d'exclusion est parfois utilisé, à savoir que la période orbitale du système doit être supérieure à 12 heures, condition nécessaire pour qu'un objet compact puisse orbiter autour d'une étoile de cette taille (une orbite plus resserrée amènerait l'objet compact dans l'étoile ; ce genre de configuration peut très bien se produire (voir par exemple Objet de Thorne-Zytkow), mais aurait des caractéristiques observationnelles radicalement différentes). Il existe cependant une exception à ce critère d'exclusion, à savoir le système Cygnus X-3, doté d'une période orbitale de 4,8 heures, l'étoile compagnon étant une Wolf-Rayet.

## Période orbitale
Les binaires X à forte masse ont des périodes orbitales s'étalant d'un jour et demi à plusieurs mois (le cas Cygnus X-3 mis à part, celui ayant une période de 4,8 heures).
On distingue deux populations parmi les binaires X à forte masse :
- la plupart des systèmes dont l'étoile est une supergéante (type spectral O ou B) ont une période inférieure à 15 jours. Ils peuvent présenter un phénomène d'éclipses, signe de la petitesse de la taille de l'orbite comparée à la taille de l'étoile compagnon, et de forts phénomènes d'absorption avec une grande variabilité sur des échelles de temps très courtes, conséquence de l'hétérogénéité du vent stellaire émis par l'étoile. Leur orbite est en général assez circulaire ;
- ceux dont l'étoile est une étoile Be ont une période orbitale supérieure à 15 jours. Leur orbite est beaucoup plus excentrique.

Dans certains cas, on observe une évolution temporelle de la période orbitale. C'est le cas pour SMC X-1 et Centaurus X-3, dont la période orbitale décroît avec un temps caractéristique de quelques centaines de milliers d'années.

## Caractéristique du pulsar éventuel
Dans le cas où l'objet compact est une étoile à neutrons vue sous la forme d'un pulsar (en l'occurrence un pulsar X), La distribution des périodes de rotation est extrêmement étalée, allant de quelques centièmes de seconde (0,069 s pour 1A 0538-66), jusqu'à plus de dix minutes (835 secondes pour X Persei). Les pulsars détectés dans des systèmes comprenant une étoile Be montrent une proportionnalité entre période de rotation et période orbitale.
L'évolution de la période de rotation des pulsars est très variable d'un système à l'autre : on observe un phénomène de diminution linéaire de la période de rotation, avec des fluctuations autour de cette tendance générale (Centaurus X-3, P=4,825 s, et Herculis X-1, P=1,22779 s), des systèmes où la période diminue et augmente de façon erratique (Vela X-1, P=282,7 s), et des systèmes où elle présente une tendance régulière à augmenter.

## Référence
- (en) Walter H. G. Levin, Jan van Paradijs et Edward P. G. van den Heuvel (éditeurs), X-Ray Binaries, Cambridge University Press, 1995, 664 p. (ISBN 0521416841)